# Bellinghamský festival hudby
Bellinghamský festival hudby je festival klasické hudby, který se koná každé léto v Bellinghamu, v americkém státě Washington. Pořádá se již od roku 1993 a jeho ředitelem je dirigent Michael Palmer.
V programu festivalu se nachází koncerty orchestrů a komorní hudby, které se konají v různých sálech, mezi které patří Western Washington University, divadlo Mount Baker Theatre, McIntyrova hala v Mount Vernonu nebo ubytovna White Salmon Lodge na svazích nedaleké sopky Mount Baker.
Festivalový orchestrový sbor se skládá ze čtyřiceti hudebníků ze známých evropských i severoamerických sborů. Při festivalu s orchestrem vystupuje také festivalový pěvecký sbor, který se skládá z hudebníků z okresů Whatcom, Skagit a Snohomish, kteří jsou vybíráni každý rok.
Ve článku z 13. ledna 2007 informoval deník The Bellingham Herald o tom, že kvůli nedostatku financí se podle organizátorů v roce 2007 festival neuskuteční. Další článek, který vyšel ve stejném deníku 17. října téhož roku ale odhalil, že se organizátorům podařilo dostat z finanční krize, a že se v červenci 2008 festival opět uskuteční.
V letech 2008, 2009, 2010 a 2011 byl festival úspěšný jak po umělecké stránce, tak po té finanční.
Svou účast na festivale v roce 2012 potvrdil houslista Joshua Bell.